# Gibraltar, Pennsylvania
Gibraltar är en census-designated place i Berks County i Pennsylvania. Vid 2010 års folkräkning hade Gibraltar 680 invånare.